# هم‌سرایان (فیلم ۲۰۰۴)
«هم‌سُرایان» (فرانسوی: Les Choristes‎) فیلمی فرانسوی با تِم موسیقی است که در سال ۲۰۰۴ منتشر شد. فیلمنامهٔ این فیلم اقتباسی از فیلم قدیمیِ قفس بلبل‌ها ساختهٔ ۱۹۴۵ می‌باشد.

## بازیگران
- ژرار ژونیو
- فرانسوا برلئان
- ژان-باپتیستا مونیر
- ژاک پرن
- کاد مراد
- دیدیه فلامان

## جوایز و افتخارات
- نامزد جایزه اسکار بهترین فیلم خارجی‌زبان در هفتاد و هفتمین دوره جوایز اسکار
- نامزد جایزه اسکار بهترین ترانه در هفتاد و هفتمین دوره جوایز اسکار
- نامزد جایزه بهترین فیلمنامه اقتباسی از پنجاه و هشتمین دورهٔ جشنواره بفتا
- نامزد جایزه بهترین فیلم غیر انگلیسی زبان از پنجاه و هشتمین دورهٔ جشنواره بفتا
- نامزد جایزه بهترین موسیقی فیلم از پنجاه و هشتمین دورهٔ جشنواره بفتا
- نامزد جایزه بهترین فیلم خارجی‌زبان در شصت و دومین مراسم گلدن گلوب
- ژان-باپتیستا مونیر نامزد جایزه بهترین اجرا در بیست و ششمین دورهٔ جشنواره هنرمند جوان
- برنده جایزهٔ بهترین صداگذاری در سی‌اُمین دوره جشنواره سزار
- برنده جایزهٔ بهترین موسیقی نوشته شده برای یک فیلم در سی‌اُمین دوره جشنواره سزار
- ژرار ژونیو نامزد جایزه بهترین بازیگر در سی‌اُمین دوره جشنواره سزار